# Philothamnus natalensis
Espèce
Synonymes
- Dendrophis natalensis Smith, 1848
- Dendrophis albovariata Smith, 1848
- Dendrophis subcarinatus Jan, 1869

Philothamnus natalensis est une espèce de serpents de la famille des Colubridae.

## Répartition
Cette espèce se rencontre en Afrique du Sud, au Swaziland, au Mozambique et au Zimbabwe.

## Liste des sous-espèces
Selon The Reptile Database (19 février 2014) :
- Philothamnus natalensis natalensis (Smith, 1848)
- Philothamnus natalensis occidentalis Broadley, 1966

## Description
Dans sa description Broadley décrit les deux sous-espèces comme suit :
- Philothamnus natalensis natalensis :
  - le plus grand mâle mesure 100 cm dont 36 cm pour la queue ; la plus grande femelle mesure 112 cm dont 36 cm pour la queue ;
  - les individus du Mozambique présentent une teinte générale vert pâle, les juvéniles ayant des rayures noires sur le tiers antérieur du corps qui sont quasiment invisibles chez l'adulte ;
  - les individus des environs de Durban et de l'île Inhaca sont uniformément vert brillant.
- Philothamnus natalensis occidentalis :
  - le plus grand mâle mesure 95 cm dont 33,5 cm pour la queue ; la plus grande femelle mesure 109 cm dont 35 cm pour la queue ;
  - dos vert émeraude ou vert olive soit uniforme soit avec des écailles présentant une tache blanche ; la peau entre chaque écaille est noire ;
  - face ventrale vert jaunâtre ou blanc verdâtre.

## Étymologie
Son nom d'espèce, composé de natal et du suffixe latin -ensis, « qui vit dans, qui habite », lui a été donné en référence au lieu de sa découverte, la ville de Durban en Afrique du Sud, anciennement nommée Port-Natal.
La sous-espèce occidentalis, du latin occidentalis, « de l'ouest », doit son nom à son aire de répartition plus à l'ouest que celle de l'espèce type.

## Publications originales
- Broadley, 1966 : A review of the Natal green snake, Philothamnus natalensis (A.Smith), with a description of a new subspecies. Annals of the Natal Museum, vol. 18, no 2, p. 417-423 (texte intégral).
- Smith, 1848 : Illustrations of the zoology of South Africa, Reptilia. Smith, Elder, and Co., London.